# Freycinetia banksii
Freycinetia banksii ist eine Pflanzenart in der Familie der Schraubenbaumgewächse (Pandanaceae). Sie ist in Neuseeland beheimatet und wird dort mit dem Māori-Namen Kiekie genannt.

## Beschreibung
Freycinetia banksii wächst als dicht verzweigte, verholzende Kletterpflanze, ist also eine Liane. Die Sprossachsen besitzen Durchmesser von bis 40 Millimeter sowie Längen von etwa 30 Meter und bilden reichlich Luftwurzeln. Die Sprossachse klettert an Bäumen oder bildet ein dichtes Gestrüpp auf dem Waldboden. Ihre Sprossachsen und Blätter sind ein charakteristisches Bild in vielen neuseeländischen Wäldern. Die Blätter sind lang und schmal, etwa 60 bis 90 Zentimeter lang und 2 bis 2,5 Zentimeter breit.
Die Chromosomenzahl ist 2n = 62.

## Vorkommen
Freycinetia banksii ist in Neuseeland in Wäldern der gesamten Nordinsel verbreitet. Auf der Südinsel ist sie mehr in Gebieten mit höheren Niederschlägen verbreitet und erreicht ihre südliche Verbreitungsgrenze nahe dem Waiau Toa / Clarence River im Osten und in Fiordland im Westen.

Unreifer Fruchtstand
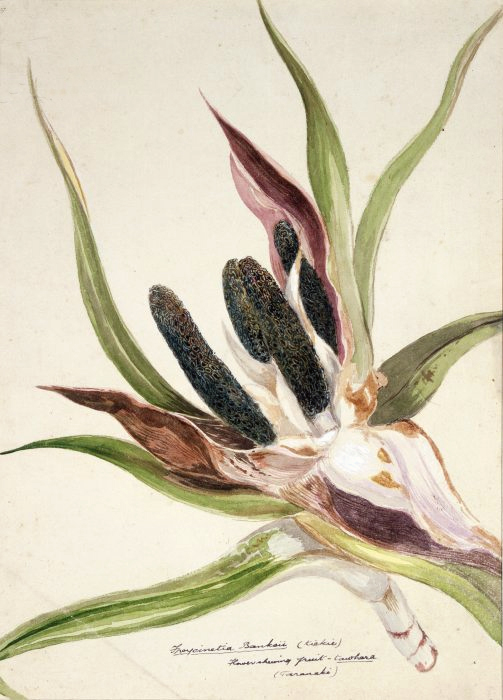
Illustration eines Blütenstandes von Emily Cumming Harris
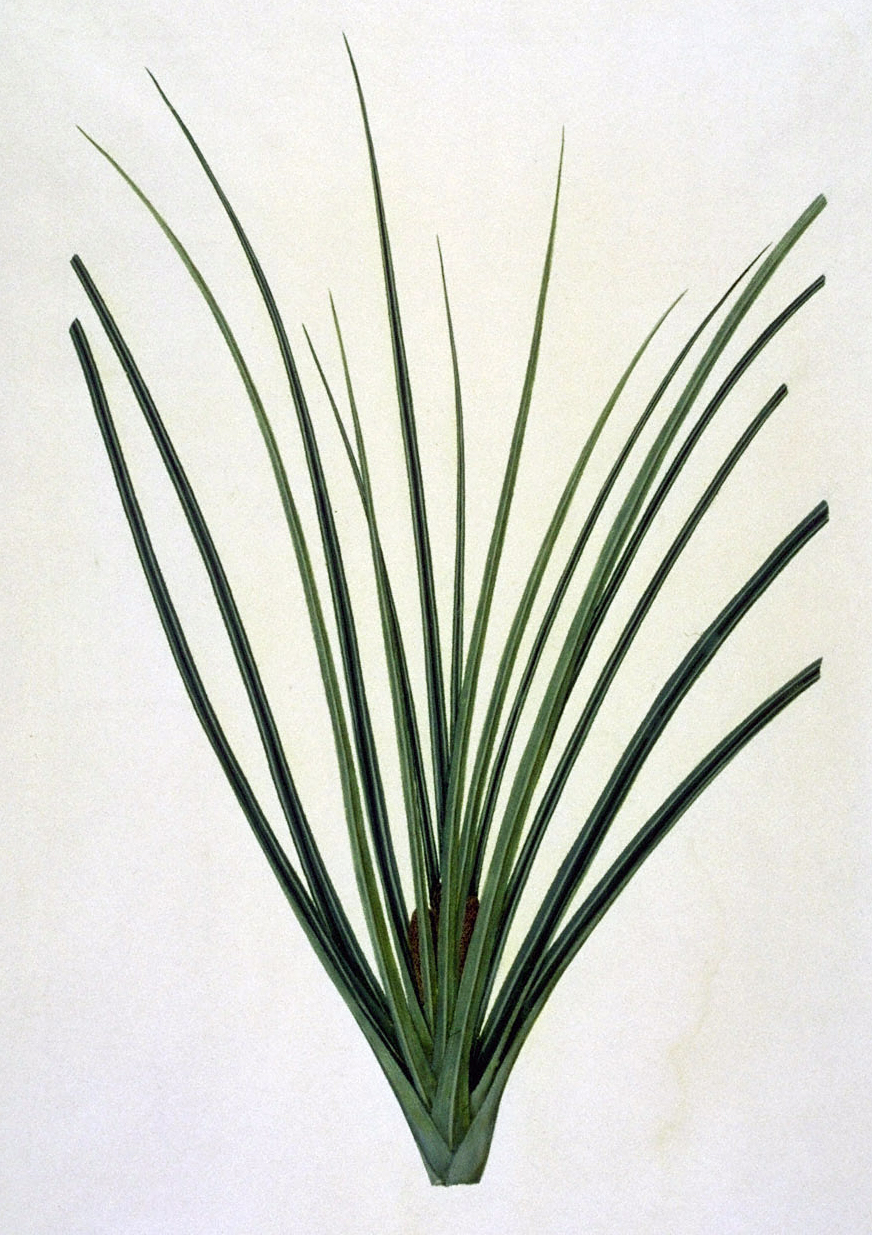
Illustration von Frederick Polydore Nodder um 1780

## Taxonomie
Ein Synonym für Freycinetia banksii A.Cunn. ist Freycinetia baueriana subsp. banksii (A.Cunn.) B.C.Stone.
1973 argumentierte Benjamin C. Stone, dass Freycinetia banksii als Unterart der auf Norfolk Island verbreiteten Freycinetia baueriana anzusehen sei. De Lange et al. widersprachen Stones Argumenten und behielten Freycinetia banksii als eigene Art bei, da sie signifikante Unterschiede aufweisen. Darunter sind das allgemeine Erscheinungsbild, die Ausrichtung der Blätter (Phyllotaxis), Blattbreite, die Anordnung der Blattadern und die Farbe der Hochblätter (lachsfarben bis orange bei Freycinetia baueriana, purpurfarben bei Freycinetia banksii).

## Nutzung
Die süßen Früchte (Māori: pātangatanga oder ureure) und die saftigen Hochblätter der Blütenstände (Māori: tāwhara) waren eine Delikatesse der Māori. Die Blätter fanden weite Verbreitung zum Flechten und Weben, wobei allerdings die breiteren Blätter des Neuseelandflachs bevorzugt wurden. Es wurden Matten und Körbe zur Aufbewahrung von Nahrungsmitteln hergestellt. Die Luftwurzeln wurden als Bindematerial und zur Anfertigung von Fischfallen und Sandalen gesammelt.